# غاز الاصطناع

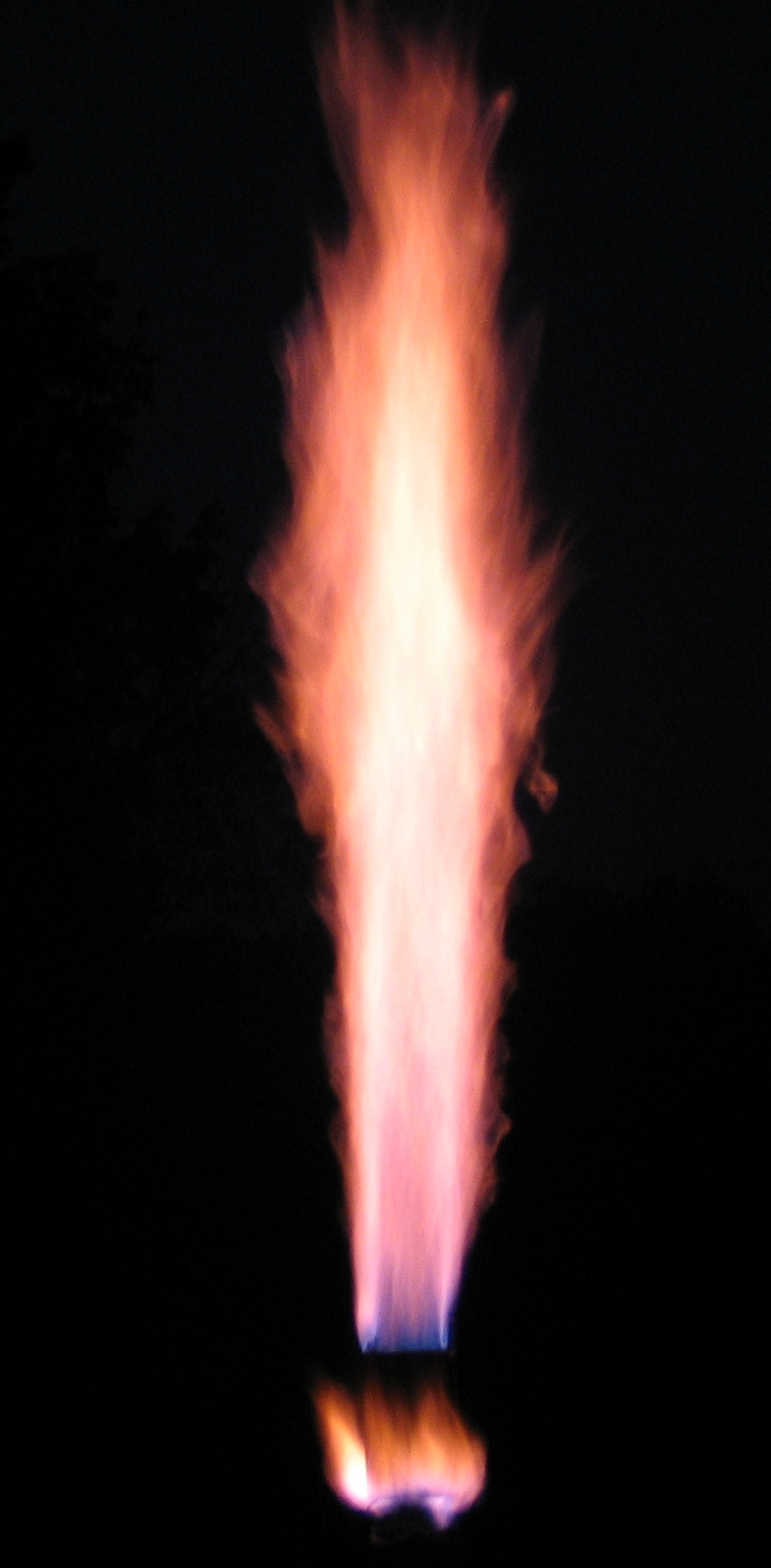
غاز خشبي (أحد انواع غازات الاصطناع) وهو يحترق

غاز الاصطناع (أو غاز التصنيع) هو الاسم الذي يطلق على خليط الغازات التي تحتوي على كميات مختلفة من أول أكسيد الكربون والهيدروجين. أمثلة عن وسائل الإنتاج وتشمل الإصلاح بالبخار للغاز الطبيعي أو المواد الهيدروكربونية السائلة لإنتاج الهيدروجين، لتحويل إلى غاز (تغويز (بالإنجليزية: gasification)‏)الفحم، الكتلة الحيوية، وبعض أنواع النفايات إلى طاقة بشكل غاز.

## إنتاجه
التركيب الكيميائي لغاز الاصطناع يختلف حسب المواد الخام وعمليات التصنيع. يكون غاز الاصطناع المنتج بتغويز الفحم عادةً خليطًا بنسبة 30% إلى 60% أول أكسيد الكربون و25% إلى 30% هيدروجين و5% إلى 15% ثنائي أكسيد الكربون و0 إلى 5% ميثان. ويحتوي أيضًا غازات أخرى بمقادير أقل.
التفاعل الرئيسي المنتج لغاز الاصطناع، إعادة تشكيل البخار (أو إصلاح البخار)، هو تفاعل ماص للحرارة يحتاج 206 (كيلوجول/مول ميثان) لإتمام التحويل.
التفاعل الأول، بين فحم الكوك المشتعل والبخار، ماص جدًّا للحرارة، وينتج أول أكسيد الكربون (CO) والهيدروجين H2 (كان يسمى غاز الماء في الاصطلاح القديم). عند تبريد سرير فحم الكوك إلى درجة حرارة لا يمكن معها استمرار التفاعل الماص للحرارة يستبدل بالبخار تيار من الهواء.
يجري بعد ذلك التفاعلان الثاني والثالث، منتجين تفاعلًا ناشرًا للحرارة -يشكل في البداية ثنائي أكسيد الكربون ويرفع درجة حرارة سرير فحم الكوك- ثم التفاعل الثاني الماص للحرارة، الذي يتحول في ثنائي أكسيد الكربون إلى أحادي أكسيد الكربون CO. التفاعل الكلي ناشر للحرارة، وينتج عنه «غاز المنتِج» (اصطلاح قديم). يمكن بعد ذلك إعادة حقن البخار، ومن ثم الهواء.. إلخ. لإعطاء سلسلة لامنتهية من الدورات حتى استهلاك فحم الكوك أخيرًا. قيمة غاز المنتج الطاقية أقل بكثير بالمقارنة مع غاز الماء؛ والسبب الرئيسي في ذلك قابليته للانحلال مع النتروجين الجوي. يمكن استبدال الهواء بالأكسجين النقي لتفادي أثر الانحلال، وإنتاج غاز يمتلك قيمة حرارية أعلى بكثير.
عند استخدام غاز الاصطناع كوسيط على نطاق واسع في اصطناع الهيدروجين للأغراض الصناعية (يستخدم بشكل أساسي لإنتاج الأمونيا) فإن غاز الاصطناع ينتج أيضًا من الغاز الطبيعي (عبر تفاعل إصلاح البخار) كما يلي:
{\displaystyle {\ce {CH4 + H2O -> CO + 3H2}}}
لإنتاج هيدروجين أكثر من هذا الخليط، يضاف المزيد من البخار ويجري تفاعل تحول غاز الماء:
{\displaystyle {\ce {CO + H2O -> CO2 + H2}}}
يجب فصل الهيدروجين عن ثنائي أكسيد الكربون CO2 ليكون قابلًا للاستخدام. يجري هذا بشكل رئيسي بعملية امتزاز تأرجح الضغط، وتحلية الغاز، والمفاعلات الغشائية.

## تقنيات بديلة

### الأكسدة الجزئية المحفزة للكتلة الحية
تحويل الكتلة الحية إلى غاز اصطناع غير مجدٍ عادةً. طورت جامعة مينيسوتا محفزًا معدنيًّا ينقص زمن تفاعل الكتلة الحية بمعامل يصل إلى 100. يمكن أن يعمل المحفز عند الضغط الجوي وينقص السفع (التفحم). العملية الكلية تنتج الحرارة التي تحتاجها (ذاتية الحرارة) لذا فالتسخين ليس ضروريًّا. طورت عملية أخرى في جامعة دلهي التقنية وهي عملية فعالة وليس فيها مشاكل حدوث ترسبات للمحفز (في هذه الحالة المحفز هو أكسيد السيريوم).

### ثنائي أكسيد الكربون والميثان
طورت طريقة من مرحلتين في عام 2012 وهي تنتج غاز اصطناع يتكون من أول أكسيد الكربون والهيدروجين فقط. في الخطوة الأولى، يتفكك الميثان عند درجة حرارة أعلى من 1000 درجة مئوية مشكلًا بالتالي خليطًا من الكربون والهيدروجين (التفاعل: طاقة + CH4 -< 2H2). يفضل استخدام مسخن بلازما لتوفير التسخين في الخطوة الأولى. في الخطوة الثانية يضاف ثنائي أكسيد الكربون CO2 إلى المزيج الساخن من الكربون والهيدروجين (التفاعل: C + CO2 -< 2CO). الكربون وثنائي أكسيد الكربون يتفاعلان عند درجة حرارة مرتفعة لتشكيل أول أكسيد الكربون (التفاعل: C + CO2 -< 2CO). يشكل بالتالي خليط أول أكسيد الكربون من الخطوة الثانية مع الهيدروجين من الخطوة الأولى غاز اصطناع عالي النقاوة يتكون من CO وH2 فقط.
يمكن عوضًا عن ذلك استخدام الماء بدل CO2 في الخطوة الثانية لتحقيق كمية أكبر من الهيدروجين في غاز الاصطناع. في هذه الحالة، تفاعل الخطوة الثانية يكون: C + H2O -> 2 CO + H2. كلا الطريقتين تسمحان أيضًا بتغيير نسبة أول أكسيد الكربون إلى غاز الهيدروجين.

### ثنائي أكسيد الكربون والهيدروجين

#### طاقة الأشعة الأمواج الميكروية
يمكن تقسيم ثنائي أكسيد الكربون إلى أول أكسيد الكربون ومن ثم جمعه مع الهيدروجين لتشكيل غاز الاصطناع. إحدى طرق إنتاج أول أكسيد الكربون من ثنائي أكسيد الكربون هي بمعالجته بأشعة الأمواج الميكروية (أو أشعة الأمواج الصغرية)، ويجري اختبار هذه الطريقة من قبل مشروع الوقود الشمسي التابع للمعهد الهولندي لأبحاث الطاقة الأساسية. ادُّعي أن هذه التقنية استُخدمت أثناء الحرب الباردة في الغواصات الروسية النووية للسماح لها بالتخلص من ثنائي أكسيد الكربون دون ترك أثر من الفقاعات. تشير الدوريات المتوفرة للعامة المنشورة أثناء الحرب الباردة إلى أن الغواصات الأمريكية كانت تستخدم أجهزة غسل غاز كيميائية تقليدية للتخلص من ثنائي أكسيد الكربون. تشير الوثائق المنشورة بعد غرق الكورسك، وهي غواصة من نوع أوسكار من زمن الحرب الباردة، إلى أن أجهزة غسل الغاز التي تعمل على فائق أكسيد البوتاسيوم كانت تستخدم للتخلص من ثنائي أكسيد الكربون في ذلك النوع من الغواصات.

#### الطاقة الشمسية
يمكن استخدام الحرارة المولدة بالطاقة الشمسية المركزة لتوجيه التفاعلات الترموكيميائية لفصل ثنائي أكسيد الكربون إلى أول أكسيد الكربون أو لصنع الهيدروجين. يمكن استخدام الغاز الطبيعي مادةً أولية في منشأة تشرك الطاقة الشمسية المركزة مع محطة طاقة كهربائية تعمل على الغاز الطبيعي محسنة بغاز الاصطناع أثناء سطوع الشمس. طور مشروع أشعة-الشمس-إلى-البترول جهازًا يسمح بالإنتاج الفعال باستخدام هذه التقنية. يدعى الجهاز المسترجع الحراري المفاعل المستقبل الحلقي ذا الدوران العكسي (أو سي آر 5).

#### طاقة الرياح
اقتُرح نظام طاقة ريحي طائر لتزويد تفاعل إصلاح البخار بالحرارة. يتفادى هذا النظام حرق الغاز الطبيعي لأجل الحرارة ويبسط مصلح البخار.

#### التحليل الكهربائي المشترك
بتوظيف التحليل الكهربائي المشترك (أي التحويل الكهروكيميائي للبخار وثنائي أكسيد الكربون باستخدام الكهرباء المولدة من الطاقات المتجددة) يمكن إنتاج غاز الاصطناع في إطار سيناريو تقنين ثنائي أكسيد الكربون، ما يسمح بدورة كربون مغلقة.

## الكهرباء
جرب مختبر أبحاث بحرية الولايات المتحدة الأمريكية استخدام الكهرباء لاستخراج ثنائي أكسيد الكربون من الماء ومن ثم تحويل غاز الماء إلى غاز اصطناع. تصبح هذه العملية مجدية اقتصاديًّا إذا كان سعر الكهرباء أقل من 20 دولار للميغاواط الساعي.